# World Chess Council
El World Chess Council o WCC era una organització creada el 1998 per Garri Kaspàrov, llavors campió del món d'escacs de la PCA i Luis Rentero, l'organitzador del prestigiós Torneig de Linares per tal de buscar finançament pels matxs de Candidats i per la final del campionat del món, en resposta al declivi de la PCA, privada de patrocinador.
Després de la retractació de Viswanathan Anand, compromès en el cicle de la Federació Internacional d'Escacs, el WCC organitzà un matx a 10 partides entre Aleksei Xírov i Vladímir Kràmnik a Cazorla, el maig de 1998, que guanyà en Xírov (+2 -0 =7, l'última partida no es va jugar). El perdedor es va endur la totalitat dels 200.000 USD de la borsa, ja que era previst inicialment que el vencedor s'enfrontés a Kaspàrov alguns mesos més tard en un matx a 18 partides amb un pressupost d'1.900.000 USD finançat per la Junta d'Andalusia, amb un 35% per al perdedor.
Però a causa d'un canvi polític ulterior al si del govern andalús, i com que el finançament no estava garantit per escrit, el WCC es va trobar incapaç de complir la seva missió. Kaspàrov va declarar que no era ja possible trobar un patrocinador per a un matx contra Xírov, i va declarar llavors que volia enfrontar-se a Anand, cosa que va indignar en Xírov.
Al final de l'any i, mentre en Kaspàrov buscava ja altres matxs susceptibles de trobar finançament, en Luis Rentero va ser víctima d'un greu accident de cotxe que va requerir una hospitalització prolongada, cosa que va posar fi a l'existència del WCC.